# Culicoides kaimosiensis
Culicoides kaimosiensis är en tvåvingeart som beskrevs av Khamala 1991. Culicoides kaimosiensis ingår i släktet Culicoides och familjen svidknott. Inga underarter finns listade i Catalogue of Life.